# Клан Форсайт

Нашоломник клану Форсайт.

Герб вождів клану Форсайт.

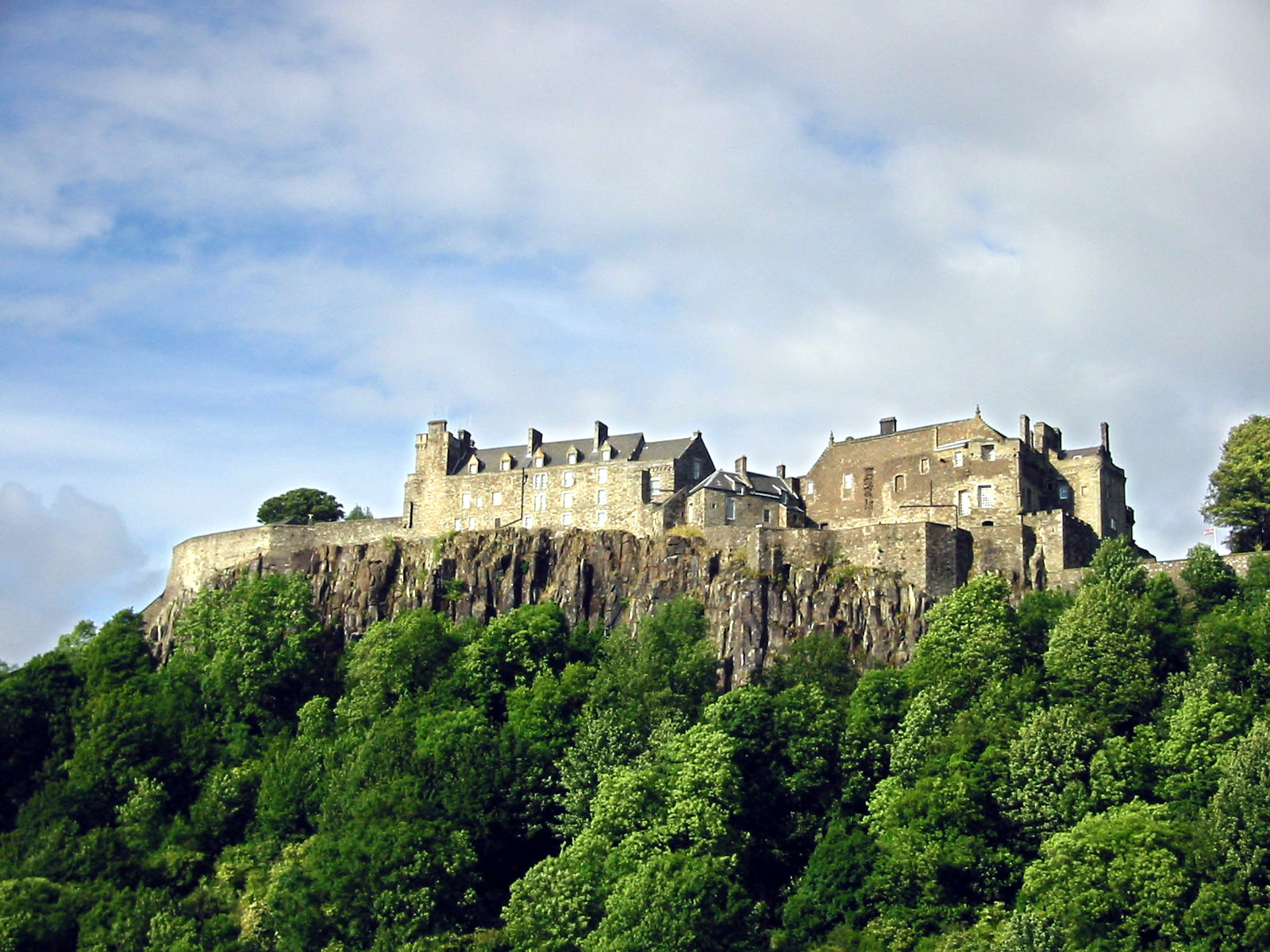
Замок Стірлінг.

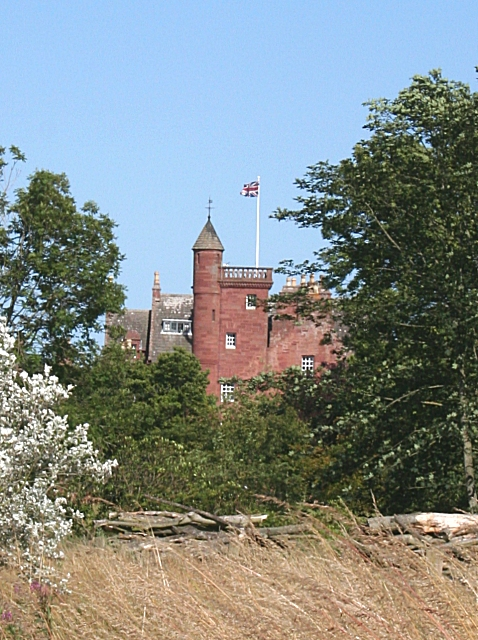
Замок Ехі.

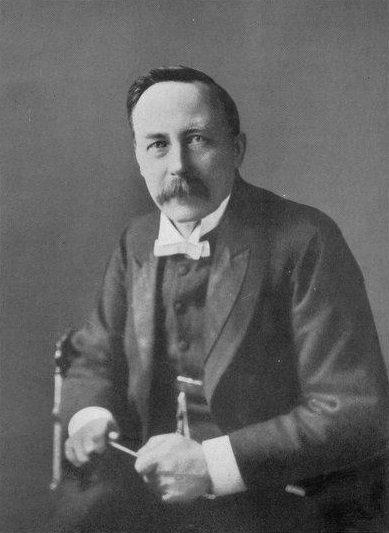
Пітер Тейлор Форсайт (1848 - 1921).

Клан Форсайт (англ. - Clan Forsyth, Scottish Gaelic - Clann Fearsithe) - клан Ферсіхе - один з кланів рівнинної частини Шотландії - Лоулендсу. 
Гасло клану: Instaurator ruinae - Відновлюю руїну (лат.)
Вождь клану: Алістайр Форсайт
Історичні резиденції вождів клану: замок Форсайт, замок Інхнох

## Історія клану Форсайт

### Походження клану Форсайт
Історія Форсайт клану губиться в глибині віків. Клани Шотландії, що виникли до XII століття не мають задокументованих джерел своєї ранньої історії, тому їх походження часто є невизначеним. Назва клану гельського (кельтського) походження. Ірландське слово Fearsithe - Ферсіхе можна перекласти як «люди світу». Проте існує легенда, що назва і сам клан походять від вікінгів. Згідно з цією легендою, назва клану походить від імені одного віканга якого звали Форсах (норв. - Forsach). Вікінги заснували поселення на річці Дордон (Аквітанія, Франція). Його нащадок - віконт де Фронсок супроводжував Елеонору Провансальську в Англію, що мала вийти заміж за принца Генріха III. Віконт де Фронсок жив з 1236 по 1246 рік в Лондоні, Англія, потім переїхав в Нортумберленд, а звідти в Шотландію. 

### ХІІІ - XIV століття
У 1296 році король Англії Едвард І Довгоногий підкорив Шотландію і змусив вождів шотландських кланів присягнути йому на вірність і підписати відповідний документ - «Рагман Роллс». У цьому документі згадується ім’я Вільяма де Ферсіха - вождя клану Ферсіхе. Але через деякий час - у 1306 році Осберт - син Роберта де Форсайта підтримав повстання за незалежність Шотландії. Осберт отримав від Роберта Брюса грамоту на володіння землями Савхі в Стірлінгширі. Під час війни за незалежність Шотландії Осберт Форсайт відзначився під час битви під Баннокберн і отримав за це підтвердження на право володіти своїми землями - грамоту з великою королівською печаткою. Це відбулося у 1320 році. 
У 1368 році син Осберта був призначений королівським мазером (мацаберером) - чиновником, що виконує функцію церемоніймейстера в королівському суді. Крім того, він був призначений каштеляном королівського замку Стірлінг. Потім він отримав від короля Шотландії Роберта II персональну пенсію в розмірі 100 шотландських фунтів стерлінгів, що на ті часи було величезною сумою. Клан Форсайт розростався, міцнів і розселявся по Стірлінгширу. 

### XIV - XVI століття
Незадовго до 1488 року Девід Форсайт Дайкс придбав землі в Ланаркширі. Він стверджував, що де Фронсок був його предком і заявив про своє право на геральдику роду де Фронсок, що на той час вже давно згас. Замок Форсайт, в якому була резиденція Девіда Форсайта Дайкса був знесений в 1828 році. Гілка клану переїхала з Дайкса в замок Інхнох, що в Монкланді. Нащадки засновників цієї гілки клану розслились по всьому Ейрширі та Глазго. 
Вільям Форсайт отримав посаду бейлі Единбурга в 1365 році. Його син Вільям переїхав в Сент-Ендрюс у 1423 році, де він згодом придбав баронство Найді. Олександр IV - барон Найді загинув під час битви під Флодден у 1513 році. Його онук - Джеймс Форсайт одружився з Елізабет Леслі, що була онукою графа Рохес і правнучкою короля Шотландії Якова III. Люди клану Форсайт  були зв'язані з надзвичайно впливовими родичами і вони придбали землі біля королівського палацу Фолкланд. Джон Форсайт був призначений мацером короля в 1538 році, а пізніше намісником в Фалкланді. Вожді клану Форсайт від Форсайтів з Фалкленду. 

### XVII - XVIII століття
Інша гілка клану Форсайт оселилася поблизу Монімаск. Вільям Форсайт представляв землі Форрес в Парламенті Шотландії у 1621 році.
Олександр Джон Форсайт був піонером в розробці сучасної вогнепальної зброї. У XVIII столітті його робота привела до заміни кремінної зброї на зброю з замком.
Вільям Форсайт (нар. у 1737 році) був видатним садівником, що відправився в Лондон, щоб вивчати ботанічні сади в Челсі. Він був призначений головний інтендантом королівського Кенсінгтонського саду і Палацу Сент-Джеймс в 1784 році.
Пітер Тейлор Форсайт (нар.у 1848 році) був ректором теологічного коледжу Хакні і в 1909 році опублікував свою найголовнішу працю про життя, ім’я батьківщину Ісуса Христа.

## Вождь клану Форсайт
Коли в 1672 році король Англії та Шотландії Карл II заснував публічний реєстр кланів Шотландії, і тодішній начальник клану Форсайт відмовився бути присутнім при цьому. Клан був згодом позбавлений свого визнання і вождь клану втратив титул. Ця ситуація тривала протягом наступних 300 років, поки в День Святого Андрія в 1978 році лорд Лева, прийняв позов Алістера Форсайта - барона Ехі на титул вождя клану Форсайт. 
Алістер Форсайт живе у замку, збудованому у французькому стилі і має ранчо схоже на господарства Хайленду в Західній Австралії.

## Замки клану Форсайт
- Замок Ехі - стоїть в 5 милях на північний схід від Арброах, в 0,75 милях на захід від моря. У даний час замок в приватній власності.
- Замок Дамбі - знаходиться в Ланаркширі біля Глазго. У 2 милях на захід від Стонхауса. Нині в Руїнах. Замок Дамбі був довгий час власністю клану Форсайт, і саме клан Форсайт побудував цей замок близько 1350 року.
- Замок Інхнох - стоїть в Ланаркширі біля Глазго. Нині в руїнах.
- Замок Найді - знаходиться в Файфі, біля Сент-Ендрюс, біля річки Іден. Нині в руїнах. Був власністю родини Форсайт від 1435 до 1608 року.
- Замок Полмайс - знаходиться в Стірлінгширі. Нині в руїнах. У XIV столітті землі Полмайс Марішал перейшли до клану Форсайт.